# 微笑みの爆弾/アンバランスなKissをして
「微笑みの爆弾／アンバランスなKissをして」（ほほえみのばくだん／ - キス - ）は、2005年6月1日にリリースされた馬渡松子／高橋ひろのシングル。

## 内容
フジテレビ系「幽☆遊☆白書」の主題歌として使用された曲をリメイクした企画シングル。「アンバランスなKissをして」及びカップリングの「太陽がまた輝くとき」をリメイクした高橋は、本シングルをリリースした5ヶ月後の11月4日に後腹膜腫瘍による多臓器不全で逝去したため、本シングルが生涯最後の作品となった。

## 収録曲
1. 微笑みの爆弾（馬渡松子）
作詞：リー・シャウロン / 作曲：馬渡松子
2. アンバランスなKissをして（高橋ひろ）
作詞：山田ひろし / 作曲：高橋ひろ
3. 太陽がまた輝くとき（高橋ひろ）
作詞・作曲：高橋ひろ
4. 微笑みの爆弾（DJ YEBISU REMIX）
5. アンバランスなKissをして（TABATA REMIX）
6. 微笑みの爆弾（inst.）
7. アンバランスなKissをして（inst.）
8. 太陽がまた輝くとき（inst.）